# Flubromazolam
Vous pouvez aider à l'améliorer ou bien discuter des problèmes sur sa page de discussion.
- Il ne cite pas suffisamment ses sources. Vous pouvez indiquer les passages à sourcer avec {{référence nécessaire}} ou {{Référence souhaitée}}, et inclure les références utiles en les liant aux notes de bas de page. (Marqué depuis juillet 2015)
- Il n’est pas rédigé dans un style encyclopédique. (Marqué depuis juillet 2015)
- Il doit être recyclé. La réorganisation et la clarification du contenu sont nécessaires. (Marqué depuis juillet 2015)

- Archive Wikiwix
- Bing
- Cairn
- DuckDuckGo
- E. Universalis
- Gallica
- Google
- G. Books
- G. News
- G. Scholar
- Persée
- Qwant
- (zh) Baidu
- (ru) Yandex
- (wd) trouver des œuvres sur Wikidata

Le flubromazolam est un produit dérivé de benzodiazépine, de sous-type triazolobenzodiazépine, utilisé dans la recherche scientifique. Il diffère du triazolam de par un atome de fluor est attaché en position R2' et un atome de brome en position 7. C'est l'un des hypnotiques les plus puissants connus à ce jour. 
Après avoir été longtemps ignoré, il revoit le jour durant les années 2010, en tant que nouveau produit de synthèse, dont le but était de proposer un produit non-répertorié aux effets identiques à ceux des produits disponibles sur ordonnance. Il fut par la suite indexé sur la liste des produits psychotropes. Ce profil fait de lui un « NPS » : « Nouveau produit de synthèse » (en anglais « Research Chemical »). 
Les effets sont considérés comme extrêmement sédatifs et hypnotiques, bien que de faibles doses permettent un effet anxiolytique.
Sa demi-vie d'élimination est estimée entre 10 et 20 heures.

## Effets
Le produit ne diffère que légèrement des autres hypnotiques en circulation. D'un point de vue pharmacocinétique, les premiers effets apparaissent 20 minutes après ingestion et le Tmax est atteint après 1 heure. 
On estime qu'en dessous de 0,5 milligrammes, il produit une grande sédation et une amnésie antérograde. La plupart des usagers considèrent cette dose comme "standard/forte",. 1 mg est considéré comme une très haute dose, le sommeil est irrésistible. Ce dosage est déconseillé pour toute personne n'ayant pas de tolérance aux benzodiazépines.

## Débouchés commerciaux
Le flubromazolam n'a jamais été commercialisé, du fait de son caractère récent et du manque d’études à son sujet. Il est aussi très proche du triazolam et par conséquent redondant.  